# Sala Bolognese
Sala Bolognese is een gemeente in de Italiaanse metropolitane stad Bologna (regio Emilia-Romagna) en telt 7082 inwoners (31-12-2004). De oppervlakte bedraagt 45,2 km², de bevolkingsdichtheid is 139 inwoners per km².

## Demografie
Sala Bolognese telt ongeveer 2865 huishoudens. Het aantal inwoners steeg in de periode 1991-2001 met 27,1% volgens cijfers uit de tienjaarlijkse volkstellingen van ISTAT.
| Jaar | Inwoneraantal |
| ---- | ------------- |
| 1991 | 4935          |
| 2001 | 6273          |

## Geografie
De gemeente ligt op ongeveer 25 meter boven zeeniveau.
Sala Bolognese grenst aan de volgende gemeenten: Anzola dell'Emilia, Argelato, Calderara di Reno, Castel Maggiore, Castello d'Argile, San Giovanni in Persiceto.